# Kuźnica (gmina)
Kuźnica – gmina wiejska w województwie podlaskim, w powiecie sokólskim. 
W latach 1975–1998 gmina położona była w województwie białostockim. Siedzibą gminy jest Kuźnica.
Według danych z 30 czerwca 2004 gminę zamieszkiwało 4312 osób.

## Struktura powierzchni
Według danych z roku 2002 gmina Kuźnica ma obszar 133,41 km², w tym:
- użytki rolne: 73%
- użytki leśne: 19%

Gmina stanowi 6,49% powierzchni powiatu.

## Demografia

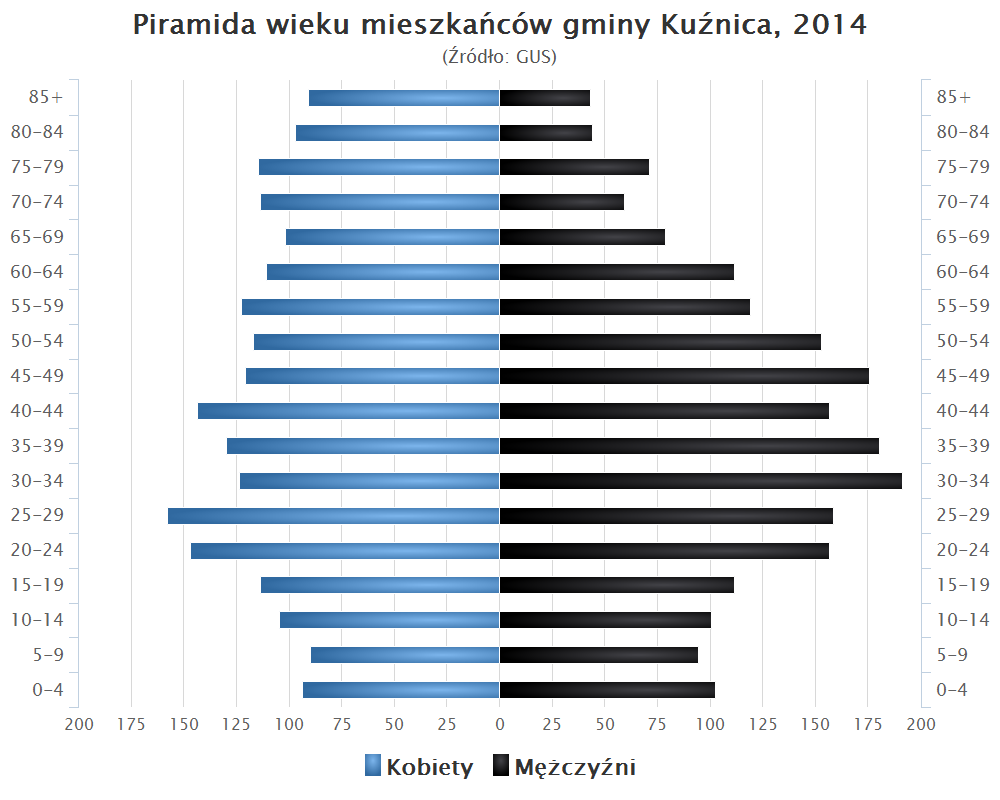
Piramida wieku mieszkańców gminy Kuźnica w 2014 roku

Dane z 30 czerwca 2004:
| Opis                              | Ogółem | Ogółem | Kobiety | Kobiety | Mężczyźni | Mężczyźni |
| --------------------------------- | ------ | ------ | ------- | ------- | --------- | --------- |
| jednostka                         | osób   | %      | osób    | %       | osób      | %         |
| populacja                         | 4312   | 100    | 2141    | 49,7    | 2171      | 50,3      |
| gęstość zaludnienia (mieszk./km²) | 32,3   | 32,3   | 16      | 16      | 16,3      | 16,3      |

## Sołectwa
Achrymowce, Białobłockie, Bilminy, Chreptowce, Cimanie, Czepiele, Czuprynowo, Długosielce, Klimówka, Kowale, Kowale-Kolonia, Kruglany, Kuścińce, Kuźnica, Litwinki, Łosośna Wielka, Łowczyki, Mieleszkowce Pawłowickie, Mieleszkowce Zalesiańskie, Milenkowce, Nowodziel, Parczowce, Popławce, Saczkowce, Starowlany, Tołcze, Wojnowce, Wołkusze, Wołyńce, Wyzgi.
Miejscowością podstawową bez statusu sołectwa są Szymaki.

## Sąsiednie gminy
Nowy Dwór, Sidra, Sokółka. Gmina sąsiaduje z Białorusią.